# St. Maria und St. Ottilia (Bolsterlang)

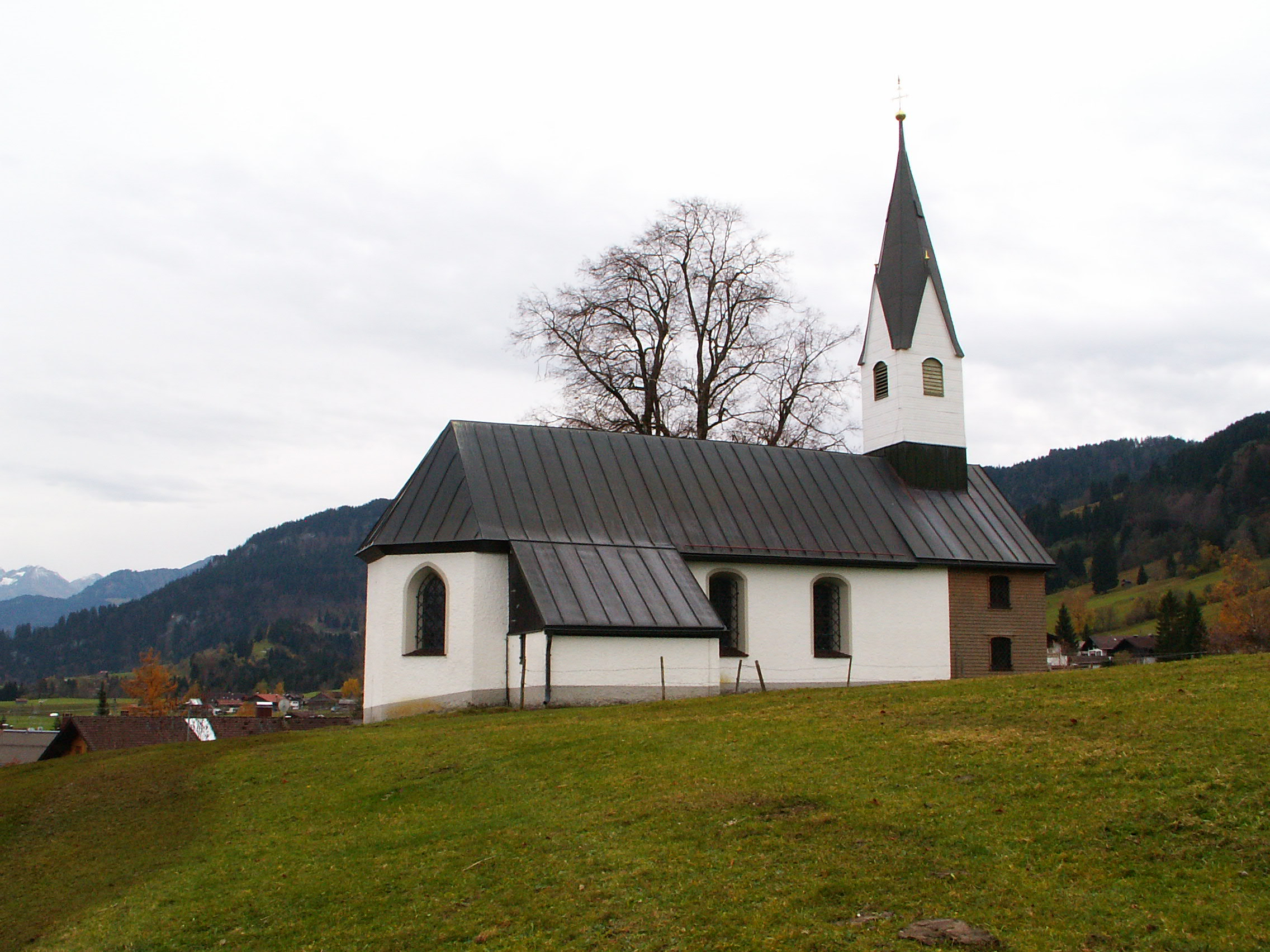
St. Maria und St. Ottilia in Bolsterlang

Die römisch-katholische Kapelle St. Maria und St. Ottilia steht in Bolsterlang, einer Gemeinde im Landkreis Oberallgäu in Bayern. Das Bauwerk ist in der Liste der Baudenkmäler in Bolsterlang als Baudenkmal unter der Nr. D-7-80-116-1 eingetragen. Die Kapelle gehört zum Bistum Augsburg.

## Beschreibung
Die spätgotische Kapelle vom Anfang des 16. Jahrhunderts besteht aus einem Langhaus, einem im Osten 1647 angebauten dreiseitig geschlossenen Chor und einer Sakristei unter dem Schleppdach im Norden des Chors. Das Langhaus wurde nach Westen verlängert. Aus dem Satteldach des Anbaus erhebt sich ein quadratischer, hoher Dachreiter, der den Glockenstuhl enthält und mit einem spitzen Helm abgeschlossen ist.
Zur Kirchenausstattung gehört ein Altar, der der Werkstatt des Meister des Imberger Altars zugeschrieben wird. Die Statue eines Marienbildnises wird von denen der heiligen Maria Magdalena und der heiligen Ottilia flankiert. Ein Bild über dem Altar erinnert an das ursprüngliche Patrozinium Johannes des Täufers.